# Чхаидзе, Илья Джимшетович
Илья Джимшетович Чхаидзе (27 октября 1907 года, село Ацана, Озургетский уезд, Кутаисская губерния, Российская империя — неизвестно, село Ацана, Грузинская ССР) — главный агроном отдела сельского хозяйства Ланчхутского района, Грузинская ССР. Герой Социалистического Труда (1951).

## Биография
Родился в 1907 году в крестьянской семье в селе Ацана Озургетского уезда. С раннего возраста трудился в сельском хозяйстве. В последующем окончил сельскохозяйственный институт. Трудился на различных должностях в сельском хозяйстве Грузинской ССР. С конца 1949 года — главный агроном отдела сельского хозяйства Ланчхутского района (предшественник — Илья Калистратович Чхартишвили).
В 1950 году обеспечил перевыполнение в целом по району планового сбора урожая чайного листа на 23,4 %. Указом Президиума Верховного Совета СССР от 14 ноября 1951 удостоен звания Героя Социалистического Труда за «получение высоких урожаев сортового зелёного чайного листа в 1950 году» с вручением ордена Ленина и золотой медали «Серп и Молот».
После выхода на пенсию проживал в родном селе Ацана. Дата смерти не установлена.